# Eulengrund (Riesengebirge)
Koordinaten: 50° 45′ 18,8″ N, 15° 46′ 32,8″ O

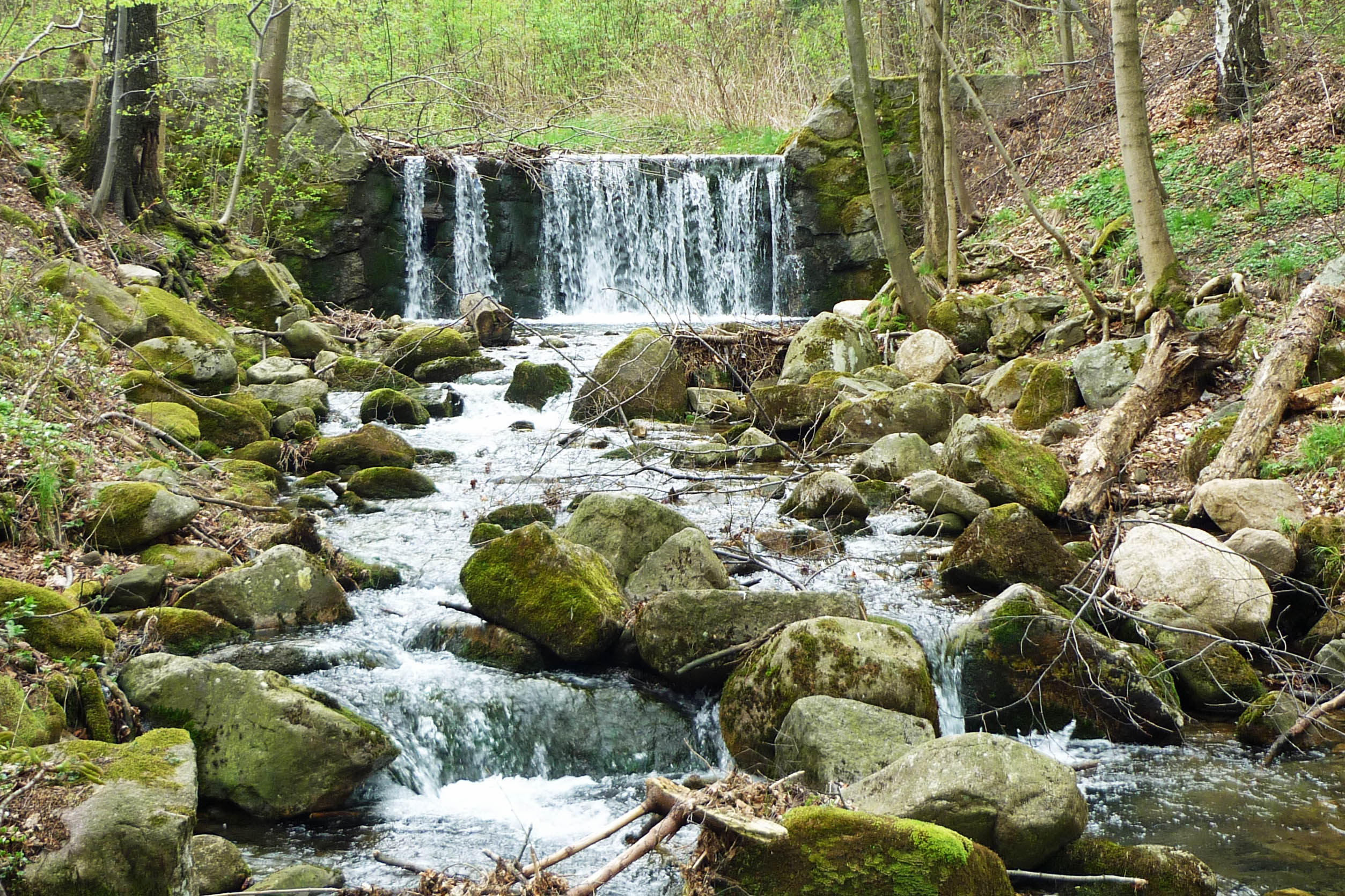
Wildbachverbauung der Plagnitz im Eulengrund

Eulengrund ist der deutsche Name eines Tals und alten Bergbaugebiets im Riesengebirge an der Plagnitz (polnisch Płomnica) südöstlich von Karpacz (deutsch Krummhübel) in der Woiwodschaft Niederschlesien.

## Lage
Das Tal mit der polnischen Bezeichnung Sowia Dolina ist tief in das umliegende Gelände eingeschnitten. Die Hänge im Westen gehören zur Schwarzen Koppe (polnisch Czarna kopa, tschechisch Svorová hora), die im Osten zum Tafelstein (polnisch Skalny Stół, tschechisch Tabule) und dessen Vorgipfeln. Es erstreckt sich von einer Brücke mit Namen Szeroki Most bei Karpacz im Norden bis zum Eulenpass (polnisch Przełęcz Sowia, tschechisch Soví sedlo oder Můstek, 1164 m) im Süden bei einem Höhenunterschied von 450 Metern auf einer Länge von drei Kilometern.
Die Einsattelung am Eulenpass trennt den östlich von der Schneekoppe gelegenen Teil des Gebirgshauptkamms, der auch als Riesenkamm (tschechisch Obří hřeben, polnisch Czarny Grzbiet) bezeichnet wird, vom Schmiedeberger Kamm (polnisch Kowarski Grzbiet oder Střecha, tschechisch  Lesní hřeben).

## Geschichte
Das Gebiet an den Ausläufern des Tafelsteins ist seit dem 14. Jahrhundert für seinen Reichtum an Edelsteinen bekannt. Am Rabenberg (oder Rabenstein, polnisch Krucza Kopa), einem Vorgipfel des Tafelsteins oberhalb von Wilcza Poręba (deutsch Wolfshau), einem Stadtviertel von Karpacz, befinden sich Pegmatitlagerstätten mit Turmalin-, Amethyst- und Saphirkristallen.
Eine erste Erwähnung der Gruben im Eulengrund geht auf das Jahr 1703 zurück und betrifft die Förderung der für den böhmischen Volksschmuck typischen Granatsteine. Eine gute Beschreibung der Edelsteingruben befindet sich im Reisebericht des Pastors J. T. Volkmar aus Petersdorf (heute Piechowice), der im Jahr 1777 unter dem Titel Reisen nach Riesengebirgen herausgegeben wurde.
In der zweiten Hälfte des neunzehnten Jahrhunderts wurden Kupfer-, Silber-, Zinn und Blei-Lagerstätten erschlossen. Daneben gibt es auch reiche Eisenerzvorkommen, weshalb der Ort damals den Namen Schwarze Klippe trug.
Die letzten Bergbauarbeiten wurden in den 50er Jahren des 20. Jahrhunderts durchgeführt, als man im Eulengrund eher erfolglos nach Uranerz suchte.
Noch heute sind Reste der Stollen und Deponien an vielen Orten im Eulengrund sichtbar.

## Flora und Fauna
Ein anderer Name für den Schmiedeberger Kamm ist Forstkamm, was auf den reichen Waldbestand und die wirtschaftliche Nutzung des Gebiets hindeutet. Im 20. Jahrhundert hatte man weiträumige Fichten-Monokulturen angelegt. Diese erwiesen sich jedoch der zunehmenden Luftverschmutzung und Bodenversauerung gegenüber als nicht widerstandsfähig und auf großen Flächen starb dieser Wald ab. Diese Situation betraf auch den Eulengrund. Zwar gibt es noch immer Flächen, die ausschließlich von Fichten dominiert sind und hie und da ragen kahle Stämme abgestorbener Bäume auf, doch die Hänge des Tals haben sich seit den 1990er Jahren erholt und sind wieder dichter bewaldet. Denn die polnische Naturschutzbehörde überließ den Wald schon zwei Jahrzehnte früher als der tschechische KRNAP seiner natürlichen Erneuerung.
So entsteht nach und nach wieder ein ursprünglicher Mischwald aus Buchen, Tannen und Fichten. Dadurch nimmt die Pflanzenvielfalt im Allgemeinen zu. In den Jahren 2004–2005 wurden die Flechten im Tal inventarisiert. Insgesamt wurden 62 Arten festgestellt, darunter Cladonia bellidiflora. Das Vorkommen vieler in Polen bedrohter Arten, und eine Vielzahl auf gesunden Bäumen wachsender junger Flechten deutet nach einer Periode, die vom Begriff Waldsterben geprägt war, auf eine qualitative Verbesserung der Lebensbedingungen hin.
Der Wald ist auch Heimat vieler Vögel. Hier lebt der Raufußkauz, eine kleine Bergeule, die zwar selten zu sehen, jedoch oft und besonders nach der Dämmerung zu hören ist. Einige Spechtarten finden im Totholz ihre Beute, Buchfinken und Fichtenkreuzschnäbel ernähren sich von Fichtensamen. An den Lichtungen kann die Ringdrossel, eine Verwandte der Amsel, beobachtet werden. Am Eulenpass sind bereits Vogelarten anzutreffen, die eher für höhere Lagen des Riesengebirges typisch sind, z. B. der Gimpel und Karmingimpel. Von den Säugetieren seien Alpenspitzmaus, Sumpf- und Erdmaus genannt. Nicht zu vergessen sind die verschiedenen Arten von Fledermäusen, darunter die Nordfledermaus (Eptesicus nilsoni), die in den zahlreichen stillgelegten Bergwerksstollen Unterschlupf finden.

## Hydrologie
Die Plagnitz (auch Plagwitz oder Plakwitz) wird aus dem Zusammenfluss zweier Gebirgsbäche gebildet. Der kürzere von beiden mit dem polnischen Namen Niedźwiada entspringt auf einer Höhe von ungefähr 1145 Metern unterhalb des Eulenpasses. Der andere, polnisch Płóknica genannt, hat seine Quelle etwa 1200 Meter über dem Meeresspiegel am Nordosthang der Schwarzen Koppe. Nach verheerenden Überschwemmungen in Krummhübel wurde die Steilheit des Bachlaufs im Eulengrund mit Wildbachverbauungen reguliert. Nach Verlassen des Tals durchfließt die Plagnitz Krummhübel und mündet nach 3,8 Kilometern in die Kleine Lomnitz (polnisch Łomniczka), diese ist ein Nebenfluss der Großen Lomnitz (polnisch Łomnica). Die genannten Gewässer gehören zum Flusssystem Oder-Ostsee. Im Bild rechts: die Plagnitz im oberen Teil des Tals.

## Tourismus und Naturschutz
Der für den Tourismus attraktivste Teil des Tales ist der zentrale Abschnitt unterhalb des Keuligebergs (polnisch Buławą, 877 m) und der Granatenfelsen (polnisch Granaty), einer Felsformation, die sich auf einer Höhe von ungefähr 1000 Metern erhebt. Der obere, besonders steile Teil gehört ab der Höhe von circa 950 Metern zum Karkonoski Park Narodowy (KPN, Nationalpark Riesengebirge). Hier gelten strenge Naturschutzbedingungen und der befestigte Wanderweg darf nicht verlassen werden.

▬ Schwarz markiert führt dieser Weg von Karpacz zum ehemaligen touristischen Grenzübergang zur Tschechischen Republik am Eulenpass. Von dort ist es nicht mehr weit zur Horská bouda Jelenka, einer Bergbaude auf 1260 Meter Meereshöhe, die auf die ehemalige Emmaquellenbaude zurückgeht. Das heutige Gebäude mit ganzjährigem Betrieb ist modern ausgestattet und bietet die Möglichkeit zur Erholung vom anstrengenden Anstieg. Nun kann man, dem Weg der polnisch-tschechischen Freundschaft folgend, talabwärts nach Malá Úpa (deutsch Kleinaupa) oder in entgegengesetzter, westlicher Richtung zur Schneekoppe gelangen.

## Bilder aus der Umgebung

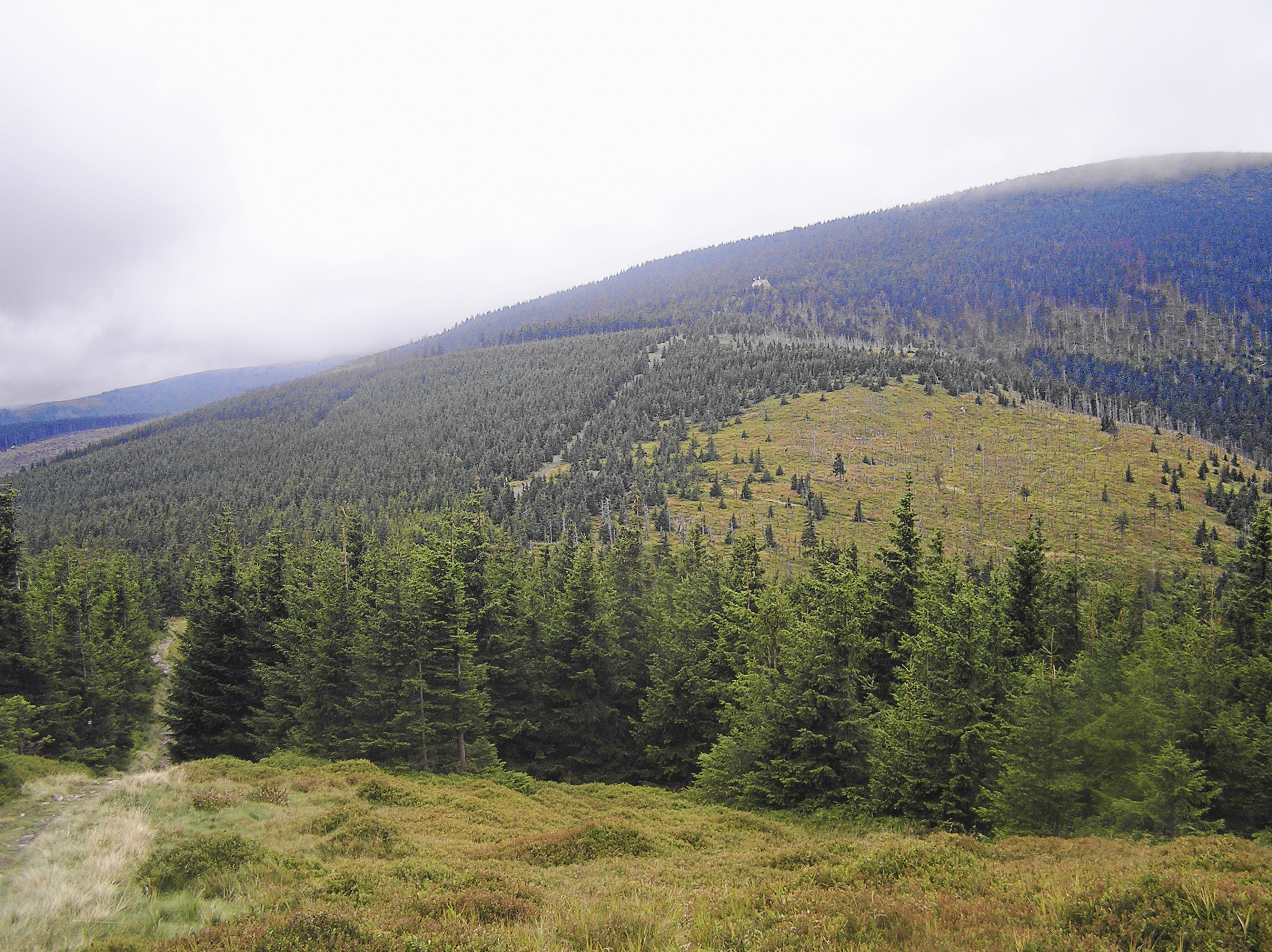
Blick auf den Eulenpass und die Schwarze Koppe von Osten

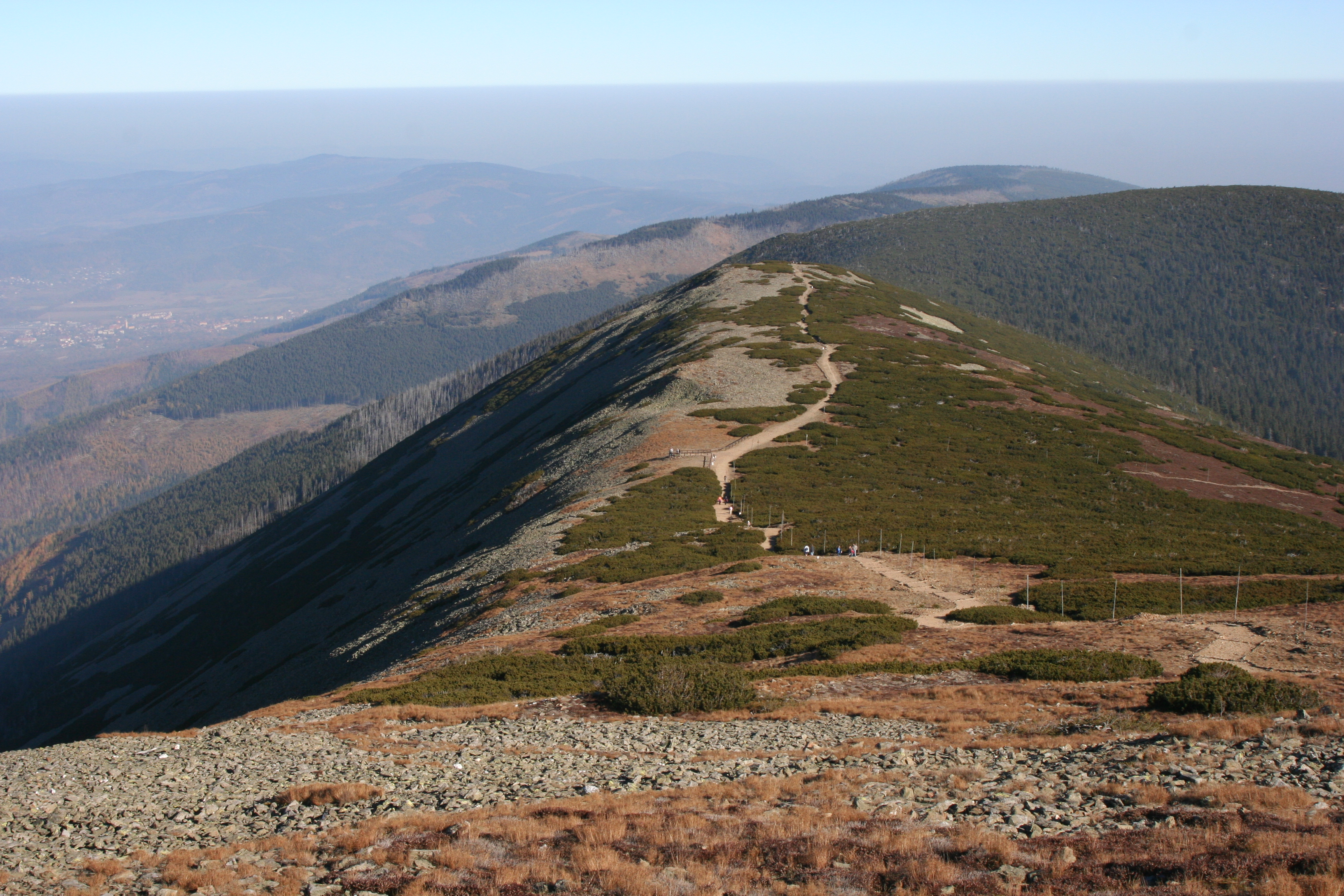
Blick auf den Riesenkamm (Blickrichtung West nach Ost)

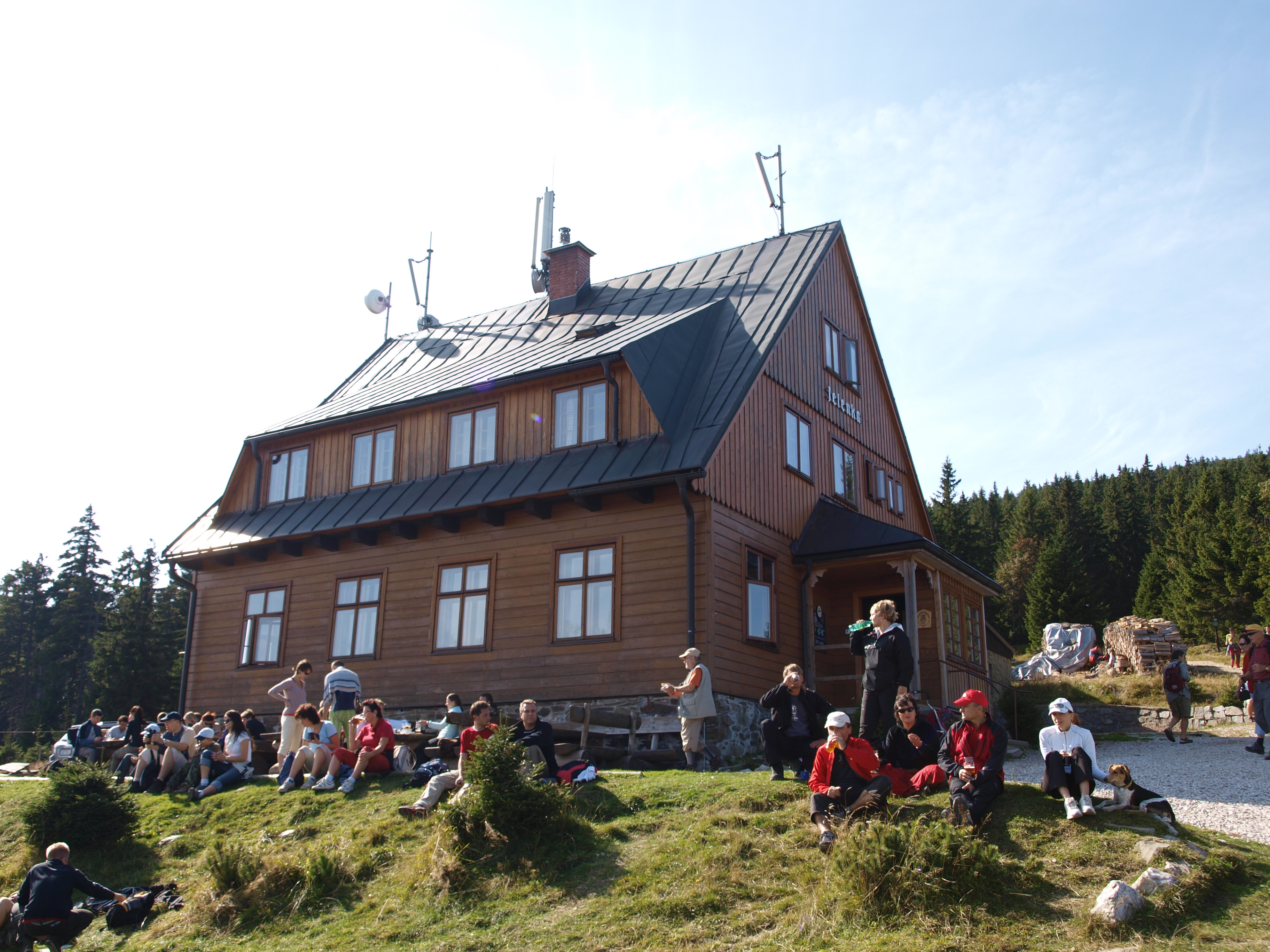
Horská bouda Jelenka (Emmaquellenbaude)